# Katinka Lærke Petersen
Katinka Lærke Petersen, född 26 december 1991 i Rørvig, är en dansk skådespelare.

## Biografi
Katinka Lærke Petersen är utbildad vid Den Danske Scenekunstskole i Odense 2018. Hon har medverkat i den danska TV-serien När dammet har lagt sig. Hon har även spelat en av huvudrollerna i filmen och Bytte bytte baby och uppföljaren Bytte bytte barn.

## Filmografi (i urval)
- 2020 – När dammet har lagt sig (TV-serie)
- 2023 – Bytte bytte baby
- 2024 – Bytte bytte barn
- 2024 – Barnen från Silvergatan